# Hercostomus lichtwardti
Hercostomus lichtwardti är en tvåvingeart som beskrevs av Villeneuve 1899. Hercostomus lichtwardti ingår i släktet Hercostomus och familjen styltflugor.
Artens utbredningsområde är Frankrike. Inga underarter finns listade i Catalogue of Life.